# Cyclocypris ampla
Cyclocypris ampla är en kräftdjursart som beskrevs av N. C. Furtos 1933. Cyclocypris ampla ingår i släktet Cyclocypris och familjen Cyprididae. Inga underarter finns listade i Catalogue of Life.